# Kållujåkka
De Kållujåkka is een bergbeek in het noorden van Zweden, ontstaat op de hellingen van een bergplateau van ongeveer 800 meter hoog, stroomt door de gemeente Kiruna en komt in de Taavarivier uit.
Afwatering: Kållujåkka → Taavarivier → Pulsujärvi → Pulsurivier → Lainiorivier → Torne → Botnische Golf.